# 835 Olivia
A 835 Olivia (ideiglenes jelöléssel 1916 AE) egy kisbolygó a Naprendszerben. Max Wolf fedezte fel 1916. szeptember 23-án.